# Harry Kesten
Harry Kesten (Germania, 19 novembre 1931 – Ithaca, 29 marzo 2019) è stato un matematico statunitense, conosciuto per i suoi lavori in probabilità, in particolare sulle passeggiate aleatorie e sulla teoria della percolazione.

## Riconoscimenti
- 1981 Medaglia Browner
- 1994 Premio Pólya
- 2001 Premio Steele